# Mary Eliza Isabella Frere
Mary Eliza Isabella Frere (1845–1911), apelidada como May, foi uma autora inglesa de obras sobre a Índia. Em 1868, Frere publicou o primeiro livro de contos indianos em língua inglesa, Old Deccan Days.

## Primeiros anos
Frere nasceu na reitoria de Bitton, no Condado de Gloucester, Inglaterra, em 11 de agosto de 1845. Apelidada de May, ela era a mais velha de cinco filhos (os outros eram Catherine, Georgina, Eliza e Bartle) de Henry Bartle Frere e sua esposa Catherine (falecida em 1899) que era filha do tenente-general Sir George Arthur, 1º Baronete. O pai de Mary serviu na administração colonial de Bombaim desde 1834, e em 1862 foi nomeado governador de Bombaim. A família morava na Paróquia de Santa Maria, Wimbledon, onde Maria foi educada em particular.

## Obras publicadas
Frere publicou vários poemas e uma peça. Seu trabalho mais popular foi Old Deccan Days; or, Hindoo Fairy Legends, Current in Southern India. Collected From Oral Tradition, impresso em 1868, com ilustrações de sua irmã Catherine Frances Frere. De acordo com a introdução de Frere, ela começou sua coleção de folclore indiano durante longas viagens com seu pai. Sua única companheira era uma amah local chamada Anna Liberata de Souza. Ela era uma descendente cristã da casta Lingaet do país Maarastra. O que começou como uma conversa ociosa evoluiu para uma gravação e estudo completos da cultura indiana. O orientologista alemão Max Müller revisou a coleção de Frere e escreveu que sua versão de originais em sânscrito parecia uma tradução direta do sânscrito antigo. O pai de Frere ajudou na edição do trabalho e escreveu uma introdução à primeira edição de Old Deccan Days. O resumo histórico e a "Narrativa do Narrador" fornecidos na obra são inusitados para a época, situando os contos no contexto da vida difícil do contador. O livro foi um sucesso; na época da terceira edição em inglês (1881), foi impresso nas línguas alemã, húngara, dinamarquesa, marata, hindi e gujarati. O livro foi republicado com uma introdução por Kirin Narayan em 2002.
Na introdução de seu volume indiano de contos de fadas de 1892, Joseph Jacobs reimprimiu e reconheceu a contribuição de Frere para estes:
Embora os contos de fadas indianos sejam os mais antigos, eles também são, de outro ponto de vista, os mais novos. Pois é apenas cerca de vinte e cinco anos atrás que a Srta. Frere começou a coleção moderna de contos folclóricos indianos com seus encantadores "Old Deccan Days".
Catherine editou The Cookery Book of Lady Clark of Tillypronie, ajudando a publicá-lo em 1909 após a morte de Lady Clark a convite de seu marido, Sir John Forbes Clark. O trabalho foi elogiado pela romancista Virginia Woolf e pela escritora de culinária Elizabeth David.

## Morte e sepultamento
Frere morreu em Sussex em 26 de março de 1911. Ela está enterrada no cemitério de Brookwood.